# Астерія
Астерія (дав.-гр. Ἀστερία, «зоряна») — у давньогрецькій міфології — дочка титана Кея і Феби, яка рятуючись від переслідувань Зевса, обернулася на перепілку. За іншим переказом, кинулася в Егейське море й перетворилася на острів Делос. (Зображення: Астерія та Феба, Пергамський вівтар).